# Erik Elmsäter
Fritz Erik Elmsäter (ur. 7 października 1919 w Sztokholmie, zm. 9 marca 2006 tamże) – szwedzki lekkoatleta (długodystansowiec) oraz narciarz, wicemistrz olimpijski z 1948.
Jest jednym z nielicznych sportowców, którzy startowali zarówno w letnich, jak i zimowych igrzyskach olimpijskich.
Do 1939 nosił nazwisko Pettersson. Jako lekkoatleta specjalizował się w biegu na 3000 metrów z przeszkodami. Zdobył w nim srebrny medal na mistrzostwach Europy w 1946 w Oslo, za Raphaëlem Pujazonem z Francji, a przed swym rodakiem Tore Sjöstrandem.
Wystąpił na zimowych igrzyskach olimpijskich w 1948 w Sankt Moritz, gdzie zajął 9. miejsce w kombinacji norweskiej oraz 19. miejsce w biegu na 18 kilometrów.
Na letnich igrzyskach olimpijskich rozegranych w tym samym roku w Londynie startował w biegu na 3000 metrów z przeszkodami. Wszystkie trzy medale w tej konkurencji zdobyli Szwedzi: Tore Sjöstrand został mistrzem olimpijskim, Erik Elmsäter wicemistrzem, a Göte Hagström brązowym medalistą.
Elmsäter był chorążym reprezentacji Szwecji na zimowych igrzyskach olimpijskich w 1952 w Oslo. Zajął w nich 13. miejsce w kombinacji norweskiej oraz 56. miejsce w biegu na 18 kilometrów.
Był mistrzem Szwecji w biegu na 3000 metrów z przeszkodami w latach 1943-1946 oraz brązowym medalistą w 1942 i 1948.